# Dendropsophus haddadi
Dendropsophus haddadi és una espècie de granota que viu al Brasil.